# Diecezja Naval
Diecezja Naval, diecezja rzymskokatolicka na Filipinach. Powstała w 1988 z terenu archidiecezji Palo.

## Lista biskupów
- Filomeno Gonzales Bactol (1988-2017)
- Rex Ramirez (od 2018)